# الجای خاتون آغا
آلجای خاتون آغا  که برخی از مورخان او را اولجای ترکان   نیز نامیده‌اند اولین همسر تیمور لنگ است. 

## زندگی
او نوه ی امیر قزغن است. به گفتهٔ مورخان قد و قامتی داشته همچو سرو و رویش همچو ماه شب چهارده که در ان وقت پانزده سال از سنش می‌گذشت و بعد از ازدواج با تیمور، او را آلجای خاتون آغا یعنی آلجای ،بانوی خداوندگار نامیدند. او غیاث الدین جهانگیر پسر اول تیمور لنگ را به دنیا آورد و در سن ۳۰ سالگی به دلیل سکته قلبی از دنیا رفت.
آلجای رابط میان تیمور و برادرش امیرحسین بود. او چندی بعد از خواهرش از دنیا رفت و تیمور طبق رسم تاتار با همسر امیر حسین ،سارای خانم،ازدواج کرد.

## جستارهای مرتبط
- غیاث الدین جهانگیر
- تیمور لنگ